# Windkracht 10: De muziek uit de TV-serie
Windkracht 10: De muziek uit de TV-serie is het eerste soundtrackalbum van de Belgische TV1-televisieserie Windkracht 10, uitgebracht in oktober 1997. De meeste muzieknummers werden geschreven door Fonny De Wulf en Piet Van Den Heuvel.
| Nr. | Titel                        | Artiest(en)           | Duur |
| --- | ---------------------------- | --------------------- | ---- |
| 1.  | Windkracht 10: Generiek      | Fonny De Wulf         | 1:35 |
| 2.  | Hold On                      | Piet Van Den Heuvel   | 3:31 |
| 3.  | Don't Run Away               | Barbara Dex           | 3:35 |
| 4.  | Fly Away                     | Andrea Croonenberghs  | 3:45 |
| 5.  | Coasting Out                 | Fonny De Wulf         | 4:10 |
| 6.  | The-Go-Between               | Piet Van Den Heuvel   | 2:59 |
| 7.  | A World So Cold              | Barbara Dex           | 4:05 |
| 8.  | Where Will Your Ship Come In | Wim Opbrouck          | 2:48 |
| 9.  | Sacrifice                    | Gale Robinson         | 3:19 |
| 10. | Love Theme Kurt & Ines       | Fonny De Wulf         | 3:57 |
| 11. | Together                     | De Windkracht 10-Cast | 3:34 |
| 12. | Guess I Need A Friend        | Andrea Croonenberghs  | 2:18 |
| 13. | About Life                   | Piet Van den Heuvel   | 3:57 |
| 14. | Windkracht 10: Epiloog       | Fonny De Wulf         | 1:53 |

## Hitlijsten
Het album stond 27 weken in de albumhitlijst in Vlaanderen, met als pieknotering plaats 13.